# Umbra (графика)
Umbra — подпрограммное обеспечение, предназначенное для оптимизации графических движков путём окклюзивного обрезания, которое удаляет скрытые поверхности до того, как к ним будут применяться растеризация и шейдеры. «Umbra» разработана финской компанией Umbra Software.

## Описание технологии
«Umbra» является кроссплатформенным подпрограммным обеспечением, которое встраивается в другие программные продукты, совершая оптимизацию и таким образом повышая частоту кадров и повышая эффективность и скорость контентного конвейера.
«Umbra» поддерживает персональные компьютеры и игровые консоли PlayStation 3 и Xbox 360.
В процессе работы «Umbra» определяет множество видимых и невидимых объектов в каждом кадре, определяя, какие объекты видимы, а какие нет с точки камеры зрения. Если невидимые объекты и поверхности не проходят стадию рендеринга, производительность системы увеличивается. «Umbra» исключает все невидимые графические объекты из процесса обработки, тем самым увеличивая производительность.
Доступна пробная версия «Umbra». Чтобы использовать «Umbra», необходимо иметь видеокарту с GPU не ниже уровня Direct3D 9 и/или OpenGL 1.5.
2 ноября 2009 года Umbra Software анонсировала выпуск «Umbra Occlusion Booster», третьего поколения технологии «Umbra». «Umbra Occlusion Booster» спроектирован для использования на PlayStation 3, Xbox 360 и многоядерных ПК. «Umbra Occlusion Booster» позволяет обрабатывать изменения графики в реальном времени, то есть производить оптимизацию графики в режиме реального времени во время игры.

## Использование
«Umbra» используется во многих компьютерных мультиплатформенных играх и интегрирована в многие игровые движки.
| Название игры                     | Разработчик игры            |
| --------------------------------- | --------------------------- |
| The Witcher 3: Wild Hunt          | CD Projekt RED              |
| Doom (Doom 4)                     | id Software                 |
| Неанонсированная игра             | Zombie Studios              |
| Неанонсированная игра             | Zenimax Online              |
| Неанонсированная игра             | Userjoy                     |
| Lord of The Rings Online          | Turbine                     |
| Dungeons & Dragons                | Turbine                     |
| EverQuest 2                       | Sony Online Entertainment   |
| Star Wars Galaxies                | Sony Online Entertainment   |
| Неанонсированная игра             | Slipgate Ironworks          |
| Alan Wake                         | Remedy Entertainment        |
| Неанонсированная игра             | Nineyou                     |
| Tian Xia II                       | NetEase                     |
| Football Superstars               | Monumental Games            |
| Неанонсированная игра             | LusioSoft                   |
| Futebol                           | Interzone Entertainment     |
| Неанонсированная игра             | HSC Labs                    |
| Grandia Online                    | GungHo Online Entertainment |
| Hokutonoken Online Heroes         | Game Arts                   |
| Shattered Horizon                 | Futuremark Games Studio     |
| Age of Conan: Hyborian Adventures | Funcom                      |
| Неанонсированная игра             | Envisage Reality            |
| Неанонсированная игра             | Cheyenne Mountain           |
| EVE Online                        | CCP Games                   |
| Flatout 2                         | Bugbear                     |
| Dragon Age: Origins               | BioWare                     |
| Mass Effect                       | BioWare                     |
| Guild Wars 2                      | ArenaNet                    |
| Vizerra                           | 3DreamTeam                  |

18 февраля 2005 года была подписана договоренность об интеграции «Umbra» в пакет разработки MMOG «BigWorld Suite» от компании BigWorld.
5 сентября 2006 года была анонсирована договоренность между Emergent Game Technologies и Umbra Software об интеграции «Umbra» в игровой движок Gamebryo.
7 сентября 2007 года Umbra Software присоединилась к программе компании Epic Games «Unreal® Engine 3 Integrated Partners Program», в соответствии с которой «Umbra» была полностью интегрирована в игровой движок Unreal Engine 3.

## Внешние ссылки
- Официальный сайт компании Umbra Software  (англ.)